# مؤسسه بوردن
مؤسسه بوردن «مرکزی برای تعالی در تحقیقات پزشکی نظامی و آموزش» در ارتش آمریکا واقع در «مرکز پزشکی ارتش والتر رید» در واشینگتن، دی.سی. است.
در سال ۱۹۸۷، سرهنگ راس زاتچوک (به انگلیسی: Russ Zajtchuk) ایده «مرکز تعالی در تحقیقات پزشکی نظامی و آموزش و پرورش» را زیر نظر دفتر جراحی عمومی ارتش مطرح کرد. با تلاش‌های فراوان زاتچوک، دکتر دان جنکینز و سرهنگ ران بلامی این مرکز در مدت کوتاهی ساخته شد. در سال ۱۹۹۲ به افتخار سرهنگ ویلیام کلاین بوردن (پزشک شخصی سرگرد والتر رید و بنیان‌گذار بیمارستان عمومی والتر رید) نام مرکز به مؤسسه بوردن تغییر یافت. این مؤسسه است در سالن دلانو در محوطه مرکز پزشکی ارتش والتر رید واقع شده‌است.
تا به امروز، مؤسسه بوردن نزدیک به ۲۰ جلد از سری کتاب‌های درسی طب نظامی منتشر کرده‌است. این کتاب‌ها مرجع جامعی در علم و هنر طب نظامی هستند که کاملاً مصور بوده و با زبانی ساده نوشته شده‌اند. سری کتاب‌های درسی طب نظامی برای نشان دادن چگونگی پیشرفت‌های طب نظامی بر اساس درس‌های آموخته شده از جنگ‌های گذشته طراحی شده‌اند تا مبنای علمی عمل‌های پزشکی نظامی را مشخص کنند.